# بیل هادسون (خواننده)
بیل هادسون (انگلیسی: Bill Hudson؛ زادهٔ ۱۷ اکتبر ۱۹۴۹) یک آهنگساز، و خواننده اهل ایالات متحده آمریکا است. وی از سال ۱۹۶۵ میلادی تاکنون مشغول فعالیت بوده‌است.